# Josef Hofmann
Cet article concerne le pianiste Josef Hofmann. Pour l'architecte autrichien, voir Josef Hoffmann. Pour les articles homonymes, voir Hofmann.
Józef Kazimierz Hofmann ou Josef Casimir Hofmann, né le 20 janvier 1876 à Cracovie et mort le 16 février 1957 à Los Angeles, est un pianiste et compositeur polonais, naturalisé américain en 1926.

## Le pianiste
Fils d’un pianiste et d’une cantatrice, enfant prodige, Hofmann donne son premier récital à l’âge de cinq ans, aidé par son père qui actionne les pédales à sa place. Puis, dès l'âge de dix ans, il parcourt l’Europe et la Scandinavie avec un grand succès. Vers la fin de l'année 1887 et en 1888, il donne même des concerts en Amérique et y fait grande sensation, notamment en improvisant, à la manière des grands virtuoses du XIXe siècle, sur des thèmes proposés par le public. Alors que plus de 80 concerts étaient initialement programmés Outre-atlantique, la Société protectrice des enfants américaine intervient vers le 70e concert et oblige l’enfant à interrompre sa tournée. À la suite de cette affaire, le père de Hofmann se voit néanmoins attribuer 50 000 dollars par un donateur anonyme probablement acquis à la cause des enfants, à la condition que son fils ne se produise plus en concert jusqu’à ses 18 ans.
La somme énorme perçue permet au jeune virtuose de travailler avec le compositeur Moritz Moszkowski, et dans un second temps avec le non moins célèbre Anton Rubinstein, dont il devient l’unique élève de 1892 à 1894, à Berlin. Le grand compositeur disait d’ailleurs qu’il ne croyait pas aux enfants prodiges, sauf dans le cas de Hofmann.
C’est ainsi qu’avec Rubinstein, Josef Hofmann commence la seconde partie de sa carrière : en 1894, Hofmann a 18 ans, et peut à nouveau se produire sur scène. À Hambourg, le 14 mars, il joue le Concerto no 4 de son professeur, ce dernier étant à la baguette. Après le concert, Rubinstein juge qu’il n’a plus rien à apprendre à son élève, et arrête donc les cours avec ce dernier.
Il reprend alors une carrière internationale, et devient l’un des solistes les plus demandés à travers le monde. Il entre dans l'histoire en 1911 quand il interprète plus de 256 morceaux différents lors de 10 concerts consécutifs à Saint-Pétersbourg, devant un public abasourdi par une telle performance. En 1914, il quitte l’Europe bouleversée par la guerre pour s’installer aux États-Unis, dont il devient citoyen. Il est nommé en 1924 directeur du département d'enseignement du piano du tout nouveau Curtis Institute of Music à Philadelphie. Il conserve ce poste jusqu’en 1938.
Durant toutes ces années, il continue à se produire en public avec une facilité déconcertante. En effet, l’on rapporte que le pianiste avait une mémoire extraordinaire ; selon le journal que tenait sa femme, durant sa tournée de 1909, elle mentionne cette anecdote : Hofmann eut la surprise un soir de voir sur le programme du concert qu’il devait donner une pièce de Johannes Brahms (les Variations et fugue sur un thème de Haendel), qu’il n’avait pas jouée ni même regardée depuis plus de deux ans. Sans se démonter, il joua l’œuvre parfaitement sans l’ombre d’une hésitation.
L’on rapporte également qu’il était capable, à la simple écoute d’une pièce, de la reproduire au clavier sans fausse note. Enfin, il serait superflu de préciser qu’Hofmann se jouait des difficultés techniques des pièces qu’il interprétait, notamment celles de son ami Leopold Godowsky, grand pianiste de l’époque.
Parallèlement, il instruit de nombreux élèves, dont Shura Cherkassky et Jorge Bolet, et enregistre un certain nombre de disques, même s’il considère que les techniques de l’époque ne permettent pas une reproduction fidèle de son jeu. Il enregistre les premiers disques classiques jamais édités au tout début du siècle, grâce aux inventions de Thomas Edison. Ces enregistrements ont été perdus, mais il reste quelques disques d’Hofmann datant des premières décennies du XXe siècle. Ces enregistrements lui permettent de gagner beaucoup d’argent. Il reproduit ainsi l’expérience jusqu’à ses dernières années.
Hofmann continue à se produire jusque dans les années 1940, date à laquelle ses capacités déclinent, notamment à cause de l’alcool. Il enregistre encore en 1945 un film parlant, et donne son dernier concert en 1946.
Hofmann a composé plusieurs pièces, pour piano solo mais aussi avec orchestre.
Malheureusement, et ce à cause du faible nombre d'enregistrement à l'époque, seule une petite partie de son répertoire nous est parvenue, notamment chez Philips, dans la série Grands pianistes du XXe siècle, qui lui consacre un album.
Josef Hofmann avait la particularité d'avoir de très petites mains dotées d'une force et d'une précision époustouflantes. Il considérait ce fait comme une nuisance plus qu'un handicap et on raconte même que la fabrique de piano Steinway & Sons lui avait fait construire un piano avec des touches légèrement réduites.
Sergueï Rachmaninov considérait Hofmann comme un meilleur pianiste que lui et lui dédicaça son troisième concerto. Néanmoins, Hofmann ne l'a jamais interprété car, selon son épouse, il trouvait ce morceau d'une piètre qualité formelle.
Reconnu comme l'un des grands virtuoses de son époque, Josef Hofmann est encore considéré de nos jours comme une référence dans le milieu pianistique pour la qualité de ses interprétations, la précision de la technique et la clarté de son jeu.

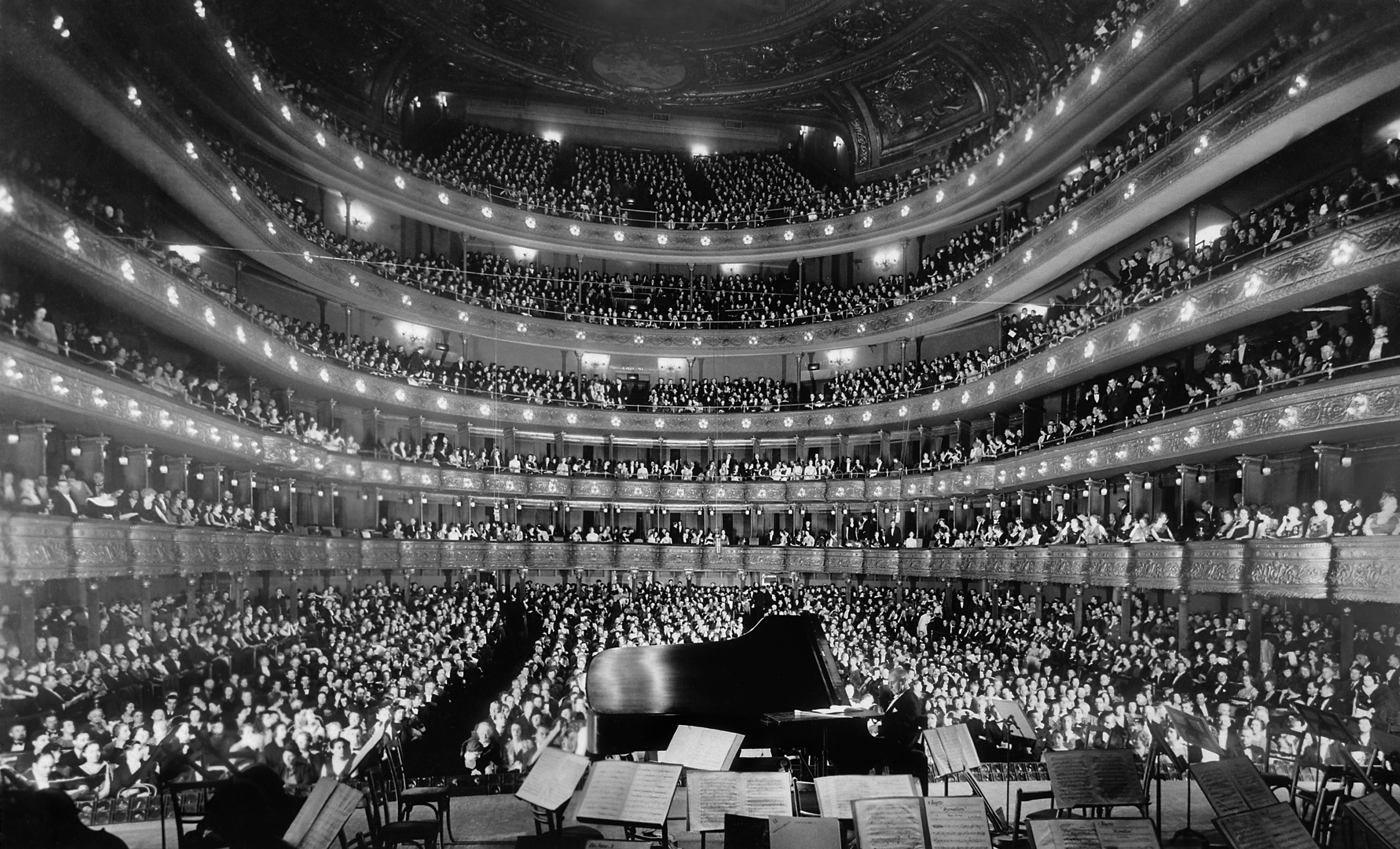
La salle comble du Metropolitan Opera vue depuis la scène lors du concert de Josef Hofmann du 28 novembre 1937.

## L'inventeur
Hofmann était également un inventeur doué puisqu'il créa plusieurs mécanismes pour le piano et pour l'industrie automobile naissante. Il déposa bon nombre de brevets parmi lesquels:
Un système d'amortisseur pneumatique pour voiture et avions, des appareils médicaux, un système de recyclage d'huiles de moteur usagées, et divers systèmes acoustiques pour améliorer les enregistrements pour le piano qui lui assurèrent un très bon niveau de vie.

## Enregistrements sur rouleaux pour pianos pneumatiques
Ce goût pour la technologie incita Hofmann à réaliser des enregistrements sur rouleaux pour pianos pneumatiques d'abord sur le procédé Welte-Mignon dès la mise sur le marché de ce système allemand en 1905 et 1913, ensuite chez Aeolian and Co en 1919 sur le système Duo-Art de la firme. Il a enregistré environ 50 rouleaux pour Duo-Art d'après le catalogue. 
Hofmann participe activement à la post-production de ces rouleaux au sujet de laquelle il écrit :

« La fabrication de ces rouleaux a nécessité un travail acharné et minutieux et j'ai passé
beaucoup d'heures sur chaque composition différente, mais je suis convaincu que vous serez d'accord
avec moi que les résultats justifient tous les efforts consentis. Ces rouleaux reproduisent correctement
le phrasé, l'accent, le pédalage et, de plus, ils sont dotés de ma personnalité. Oui, aussi incroyable que cela puisse paraître, j'ai réussi à incarner
dans ces rouleaux ce quelque chose de subtil que, faute d'un meilleur terme, nous appelons
personnalité. Ils sont en effet mon interprétation actuelle avec tout ce que cela implique. »

— Josef Hofmann, avril 1919
Ce travail méticuleux accompli par Hofmann avec les techniciens de l'enregistrement a permis de porter la fidélité de l'expression à un haut niveau qui ne peut toutefois être pleinement restituée que par un couple piano-appareil (push-up ou système intégré) en parfait état.

## Vidéos
Enregistrements de Josef Hofmann sur système Duo-Art. Piano reproducteur Steinway de 1917 (n° 186 951) avec système pneumatique Duo-Art intégré 
- Beethoven : Sonate au clair de lune, troisième mouvement
- Mendelssohn : Rondo capriccioso.
- Chopin : Scherzo.
- Chopin : Nocturne opus 55 N°1.
- Liszt : Tarentella .
- Moszkowski : Caprice espagnole .

## Catalogues rouleaux
- Catalogue "Duo-Art"